# 天眷御伽草子
『天眷御伽草子』（てんげんおとぎぞうし）は冬季ねあの漫画作品。月刊ガンガンWINGに掲載された。2005年4月号にて連載終了、単行本は全4巻である。

## あらすじ
常島に4人の兄弟と育ての母と暮らしているナギシロ、しかしナギシロ以外は容姿が全く変わらず
近隣の住民には「不老不死」と気味悪がられていた。ある日、自宅のベランダへ空から奈々穂が落ちてきて…。

## 登場人物
ナギシロ
主人公の一人、眷者としての能力は「変わりゆくものの流れを止める」ことである。
甘党で買出しの際にはいつも咥えているシロップ棒を大量に買い込む事が多い。かなりの大食いである。
常島に住む5人兄弟の中では一番年下だが。家族がナギシロを除いて時間を止められてしまったため、兄弟の中では最年長に見える、現在は16歳。無口で無愛想だが美形で、女装させられた事もある。
戦闘の際には自慢のスピードを生かして戦うが、パワー不足に悩まされる事も多かった。だが、過去の記憶を取り戻した際に奈々穂の怪力を受け継いだ。最初は蹴りなどの体術が目立つが、後半からは刀で戦う事になる。
奈々穂
空からやってきた謎の少女。紫髪のツインテールに眼鏡を掛けた姿が特。年齢は不明だが高校生ぐらい。
眷者では無いがもの凄い怪力を持ち、2階から落ちても傷一つ残らない程硬い。
ナギシロの姉妹からは「大食いカップル」と言われる程でよく食べる。レストランで食事した際には20万と言う料金を請求され、食い逃げした事もある。
最初は力の加減が上手くいかず、記憶がないこともあり不安が募るばかりだったが、ナギシロと接する事で力を加減する事を覚え、同時に彼に好意を持つ。「ナギシロの笑った顔が見たい」と言い、家族の時間を取り戻す方法を探す様にナギシロを説得する事が旅のきっかけとなる。それ以降はナギシロと共に高天原を目指す。
コノハナ
眷者、生き物の身体能力を目に焼き付けてそれを奪う能力を持つ。依代であるニニギとは義理の兄妹。自分の名前にコンプレックスを持つ。「弱そう」と言うのが理由。
赤ん坊の頃にスサノオに育てられた事があるが、スサノオを目の前で殺されてしまう。眷者の力と関係しているのか、記憶力が良くその時の事を鮮明に覚えている。
高天原へはスサノオを生き返らせてもらうと言う願いを叶える為に目指していたがその高天原でスサノオと再会、彼に願いを譲る事になる。
ニニギ
コノハナの依代にして義理の兄、女には優しい素振りを見せる事が多いがコノハナひとすじ。気を引く為にやっているだけと言う説もある。
兄妹でありながら恋心を持っているが、コノハナはスサノオの事にしか興味が無い為どうやっても振り向いてもらえないと困っている。
ナギシロの事をナギナタと呼ぶ。
ミカヅチ
眷者、発雷し、触れるものを感電させる能力を持つ。依代であるヒハヤビとは実の姉弟で共に盲目である。気配や音で周辺を認知する修練を積んでいる。
高天原を目指す者が集まる同盟にてナギシロ達と知り合うが、眷者にしかその道が開かれない事が同盟に知られると同盟は解散。ナギシロ達に同行を提案するが「高天原に着けばそんな気も失せるだろ？」と言う問いに答えを見出せずに分かれる。
高天原にて再会するが彼に本気で仕掛けることを躊躇い、優しすぎると諭され脱落する。
ヒハヤビ
ミカヅチの依代で姉でもある。恋愛対象は10代の女の子と言うある意味危険な人物。奈々穂には初対面の時から抱きつくなどしてアタックを掛けている、寝起きを襲った事もある。ミカヅチには「妹になる子は小さい子がいい」と言っている程。
依代でいる状態では視力が戻るため、ミカヅチは起きている間は眷者としての能力を常に使っている。
ヤマト
眷者であり纏向の第二王子である。周囲を薙ぎ払う風を発生させる能力を持つ。
眷者としての能力以外に奈々穂の様な怪力を持つが、奈々穂には劣る様である。その特異体質から国民や父親、兄にまで忌み嫌われているが依代のミヤズには気を許している。怪力を生かし、自分の身長と同じぐらいの大剣を振るう。
「父の病気を治したい」と言う願いの為に高天原を目指すが、その父親から暗殺されそうになる。それでも愛されたいと言う願いの為に女神を目指す、高天原入った当初はナギシロ達と行動していたが女神へと続く道にて対立、しかしスサノオの記憶が表面化した奈々穂に敗北し脱落した。その後はミヤズの誘いでミヤズの母国に身を寄せる事になる。
ミヤズ
ヤマトの依代、小国の姫。幼い頃い手を付けられないヤマトの遊び相手としてやって来る。
「遊び相手」として奈々穂と出会い、奈々穂を助けたり処刑されそうになった際は庇ったりしているが、女神へと続く道での戦いで劣勢なヤマトを助ける為に奈々穂を後ろから刺している（刃は刺さらなかったが）
敗北したヤマトを自分の国に誘い「ずっと一緒に暮らそう」と想いを伝え、ヤマトもそれを願った。
オロチ
纏向の王宮に突然現れ、「ただ戦いたい」と言いヤマトとナギシロに戦いを挑んできた謎の男。実際は高天原の住人であり、過去にスサノオと戦って敗北している。
その後、高天原にてスサノオと激突するも再び敗北してしまう。
ツクヨミ
高天原の住人、変わりゆくものの流れを操る能力を持つ。
スサノオの兄で女神であるアマテラスの弟である。その能力の為に半不老不死である。スサノオの匹敵する怪力の持ち主だが、劇中では怪力を上手く扱っている様には見えなかった。
ナギシロの力を暴発させて、彼の家族の時を奪ったのも彼である。
「変わらないでいたい」と言う願いからアマテラスを能力で永遠に生かし続けている。だが時には逆らえず、能力にも限界がきているためにスサノオに「力を合わせて命を永らえさせよう」と提案するがスサノオはそれを拒んだため、2人は対立する事になる。
スサノオ
高天原の住人、ナギシロの本当の姿である。過去に死亡しているがツクヨミの力により赤ん坊まで戻された後、ナギシロとしての人格に育つ事になる。
復活した当初はスサノオとしての記憶しか持たなかったが、ナギシロとの人格を共有し一人の人間としての人格を保つ事になる。
女神の願いを巡ってツクヨミと対立した際にナギシロの姿に戻されているが怪力・能力・記憶はそのまま受け継がれた。
アマテラス
高天原の女神で数年に一度目覚めるとされている。人の悲願を叶える能力を持つ。
ツクヨミにより長い時を生かされているが本人は永遠には生きたくないと思っている。
前回はスサノオの願いを叶えたが…
ナギシロの家族
コクウ、センリ、ミオ、シノノメ、母の5人。コクウとセンリが12歳、シノノメが10歳、ミオが8歳、母が29歳である。
ナギシロが5歳の時に時を封じられてしまう、本来は11歳上のはずである。時の流れを認識できず、皆にはナギシロが5歳のままに見える。

## 勢力・舞台など
高天原
女神が住む山とされており、周りを深い樹海と濃霧に覆われている為に普段は近寄れないが、女神が目覚め霧が晴れた時には進入可能。但し入り口は眷者にしか見つけられず入る事が許されるのも眷者だけである。
中に入れば住人が侵入者の行く手を阻む。特に住民には依代を必要としない眷者が多い。ツクヨミによって殆どの住人は生かされていたが、ツクヨミの能力が衰えるうちに数は減っていった。
纏向
王政の国で王は病死寸前、その為現在は強固な警備体制を敷いている。
規模は大きく高天原の入り口を強固に警備している為、女神を目指す者にとってはかなりの障害となる。
同盟
女神の願いを目指す者が集まる同盟で、「入り口までは同士、その後はライバル」という契約のもとに集まった者達。リーダーはミカヅチとヒハヤビの育ての親でもあるセイ。
高天原の入り口を巡ってヤマト率いる纏向の軍と対立するが、女神を前にして同士討ちが続出、更に眷者でなければ立ち入る事を許されないと言う事実が知れ渡ると同盟はあっけなく解散した。
常島
ナギシロとその姉妹、母親が住んでいる島で他に住民はいない。食料調達などは船で大陸まで行って行っている。
付近の住民は気味悪がって彼らを恐れている者が多い。「不老不死の妙薬がある」と思い込み島にやって来る者もいた。
××町××
奈々穂の住んでいる町。別次元に迷い込んだスサノオと初めて出合ったのもこの町である。

## 眷者と依代
眷者は依代を通じて人間の枠を超えた力を発揮させる事が可能になる。
能力を使う際に両目が変化するのが眷者の証、普通は両目とも変化するがナギシロ、スサノオ、ツクヨミは片目。ナギシロとスサノオが左目のみ、ツクヨミが右目のみである。
眷者は依代を介して力を発揮する事ができる。眷者自体は力を使っていても普通の人間と何ら変わりがない。その為ナギシロのように依代を介さずに力を発揮できる者は特異とされている。
また、眷者の中にはヤマトのように通常では考えられない怪力を得たりして生まれてくる場合がある。
高天原の住民には依代を通さずに能力を使える者も多い。